# Helicteres andersonii
Helicteres andersonii är en malvaväxtart som beskrevs av Cristóbal. Helicteres andersonii ingår i släktet Helicteres och familjen malvaväxter. Inga underarter finns listade i Catalogue of Life.